# Мужская Лига чемпионов ЕКВ 2016/2017
17-й розыгрыш мужской Лиги чемпионов ЕКВ (58-й с учётом Кубка европейских чемпионов) проходил с 1 ноября 2016 по 30 апреля 2017 года с участием 36 клубных команд из 25 стран-членов Европейской конфедерации волейбола. Победителем турнира в 5-й раз в своей истории и в 3-й раз подряд стала российская команда «Зенит» (Казань), отдавшая соперникам в 12 матчах лишь 2 сета.

## Система квалификации
В отличие от предыдущих розыгрышей Лиги, в сезоне 2016/2017 года предусмотрен квалификационный раунд, заявить для участия в котором по одной команде получили возможность все страны-члены Европейской конфедерации волейбола. В квалификации разыгрываются 8 путёвок в групповой этап. 12 команд получают места в групповом этапе минуя квалификацию. Эти 12 мест распределены по рейтингу ЕКВ на 2016 год, учитывающему результаты выступлений клубных команд стран-членов ЕКВ в еврокубках на протяжении трёх сезонов (2012/2013—2014/2015). Согласно ему прямое представительство в Лиге получили клубы из 8 стран: Россия, Италия, Турция, Польша (все по 2 команды), Германия, Бельгия, Франция и Румыния (по 1 команде). 
Возможностью заявить по одной команде в квалификационный раунд воспользовались 18 стран: Россия, Италия, Турция, Польша, Германия, Бельгия, Франция, Чехия (команды этих стран стартуют со 2-го раунда квалификации), Греция, Болгария, Австрия, Сербия, Швейцария, Словения, Финляндия, Черногория, Нидерланды, Белоруссия, Эстония, Израиль, Хорватия, Кипр, Дания, Косово (команды этих стран стартуют с 1-го раунда квалификации).

## Команды-участницы

### Основной турнир
| Страна   | Команда                          |                                                          |
| -------- | -------------------------------- | -------------------------------------------------------- |
| Россия   | «Зенит» (Казань)                 | Чемпион России 2016                                      |
| Россия   | «Динамо» (Москва)                | 2-й призёр чемпионата России 2016                        |
| Россия   | «Белогорье» (Белгород)           | по итогам квалификации                                   |
| Италия   | «Модена» (Модена)                | Чемпион Италии 2016                                      |
| Италия   | «Кучине-Лубе» (Чивитанова-Марке) | победитель предварительного этапа чемпионата Италии 2016 |
| Италия   | «Перуджа» (Перуджа)              | по итогам квалификации                                   |
| Турция   | «Халкбанк» (Анкара)              | Чемпион Турции 2016                                      |
| Турция   | «Истанбул Бююкшехир» (Стамбул)   | 2-й призёр чемпионата Турции 2016                        |
| Турция   | «Аркас» (Измир)                  | по итогам квалификации                                   |
| Польша   | ЗАКСА (Кендзежин-Козле)          | Чемпион Польши 2016                                      |
| Польша   | «Ресовия» (Жешув)                | 2-й призёр чемпионата Польши 2016                        |
| Польша   | «Скра» (Белхатув)                | по итогам квалификации                                   |
| Германия | «Берлин Рециклинг» (Берлин)      | Чемпион Германии 2016                                    |
| Германия | «Фридрихсхафен» (Фридрихсхафен)  | по итогам квалификации                                   |
| Бельгия  | «Кнак» (Руселаре)                | Чемпион Бельгии 2016                                     |
| Бельгия  | «Нолико» (Маасейк)               | по итогам квалификации                                   |
| Франция  | «Пари Воллей» (Париж)            | Чемпион Франции 2016                                     |
| Румыния  | «Университатя» (Крайова)         | Чемпион Румынии 2016                                     |
| Чехия    | «Дукла» (Либерец)                | Чемпион Чехии 2016                                       |
| Словения | «АКХ Воллей» (Любляна)           | Чемпион Словении 2016                                    |

### Квалификация
| Страна     | Команда                          |                                     |
| ---------- | -------------------------------- | ----------------------------------- |
| Россия     | «Белогорье» (Белгород)           | 3-й призёр чемпионата России 2016   |
| Италия     | «Перуджа» (Перуджа)              | 2-й призёр чемпионата Италии 2016   |
| Турция     | «Аркас» (Измир)                  | 3-й призёр чемпионата Турции 2016   |
| Польша     | «Скра» (Белхатув)                | 3-й призёр чемпионат Польши 2016    |
| Германия   | «Фридрихсхафен» (Фридрихсхафен)  | 2-й призёр чемпионата Германии 2016 |
| Бельгия    | «Нолико» (Маасейк)               | 2-й призёр чемпионата Бельгии 2016  |
| Франция    | «Араго де Сет» (Сет)             | 2-й призёр чемпионата Франции 2016  |
| Греция     | ПАОК (Салоники)                  | Чемпион Греции 2016                 |
| Австрия    | «Хипо Тироль» (Инсбрук)          | Чемпион Австрии 2016                |
| Сербия     | «Црвена Звезда» (Белград)        | Чемпион Сербии 2016                 |
| Швейцария  | «Амрисвиль» (Амрисвиль)          | Чемпион Швейцарии 2016              |
| Словения   | «АКХ Воллей» (Любляна)           | Чемпион Словении 2016               |
| Финляндия  | «Кокколан Тиикерит» (Коккола)    | Чемпион Финляндии 2016              |
| Черногория | «Будванска Ривьера» (Будва)      | Чемпион Черногории 2016             |
| Нидерланды | «Ликургус» (Гронинген)           | Чемпион Нидерландов 2016            |
| Белоруссия | «Строитель» (Минск)              | Чемпион Белоруссии 2016             |
| Эстония    | «Селвер» (Таллин)                | Чемпион Эстонии 2016                |
| Израиль    | «Хапоэль Мате-Ашер» (Мате-Ашер)  | Чемпион Израиля 2016                |
| Хорватия   | «Младост-Марина» (Каштел Лукшич) | Чемпион Хорватии 2016               |
| Кипр       | «Омония» (Никосия)               | Чемпион Кипра 2016                  |
| Дания      | «Гентофте» (Копенгаген)          | Чемпион Дании 2016                  |
| Косово     | «Беса» (Пея)                     | Чемпион Косово 2016                 |

## Система проведения розыгрыша
С квалификационного раунда в розыгрыше участвовали 24 команды, причём 16 из них стартовали с первой стадии, а 8 — со второй. Во обеих стадиях квалификации применяется система плей-офф, то есть команды делятся на пары и проводят между собой по два матча с разъездами. Победителем пары выходит команда, одержавшая две победы. В случае равенства побед победителем становится команда, набравшая в рамках двухматчевой серии большее количество очков (за победу 3:0 и 3:1 даётся 3 очка, за победу 3:2 — 2 очка, за поражение 2:3 — 1, за поражение 1:3 и 0:3 очки не начисляются). Если обе команды при этом набрали одинаковое количество очков, то назначается дополнительный («золотой») сет, победивший в котором выходит в следующий раунд соревнований. Команды, победившие в матчах 2-го раунда квалификации вышли в основной турнир Лиги. Команды не прошедшие квалификацию получили возможность стартовать в розыгрыше Кубка ЕКВ.
Основной турнир состоит из предварительного этапа, двух раундов плей-офф и финального этапа. На предварительном этапе 20 команд-участниц разбиты на 5 групп. В группах команды играют с разъездами в два круга. Приоритетом при распределении мест в группах является общее количество побед, затем число набранных очков, соотношение выигранных и проигранных партий, соотношение мячей, результаты личных встреч. За победы со счётом 3:0 и 3:1 команды получают по 3 очка, за победы 3:2 — по 2 очка, за поражения 2:3 — по 1 очку, за поражения 0:3 и 1:3 очки не начисляются. В плей-офф выходят по две лучшие команды из групп и 3 команды из пяти, занявших в группах третьи места. Из числа команд, вышедших в плей-офф, выбирается хозяин финального этапа и допускается непосредственно в финальный раунд розыгрыша.
12 команд-участниц плей-офф-12 делятся на пары и проводят между собой по два матча с разъездами. Победителем пары выходит команда, одержавшая две победы. В случае равенства побед победителем становится команда, набравшая в рамках двухматчевой серии большее количество очков, система начисления которых аналогична применяемой на предварительном этапе. Если обе команды при этом набрали одинаковое количество очков, то назначается дополнительный («золотой») сет, победивший в котором выходит в плей-офф-6.
6 команд-участниц плей-офф 6 по такой же системе определяют трёх участников финального этапа, где к ним присоединяется команда-хозяин финала.
Жеребьёвка квалификационного раунда и предварительного этапа основного турнира прошла в Риме 9 июня 2016 года . По её результатам были сформированы 5 групп предварительного этапа основного турнира (в таблицах приведён состав групп с учётом результатов квалификации).
| Группа A                                                                            | Группа B                                                                                 | Группа С                                                         |
| ----------------------------------------------------------------------------------- | ---------------------------------------------------------------------------------------- | ---------------------------------------------------------------- |
| «Динамо» Москва ЗАКСА Кендзежин-Козле «Истанбул Бююкшехир» Стамбул «Нолико» Маасейк | «Кучине-Лубе» Чивитанова-Марке «Ресовия» Жешув «Берлин Рециклинг» Берлин «Дукла» Либерец | «Зенит» Казань «Пари Воллей» Париж «Фридрихсхафен» «Аркас» Измир |

| Группа D                                                             | Группа E                                                         |
| -------------------------------------------------------------------- | ---------------------------------------------------------------- |
| «Модена» «Университатя» Крайова «Скра» Белхатув «АКХ Воллей» Любляна | «Халкбанк» Анкара «Кнак» Руселаре «Перуджа» «Белогорье» Белгород |

## Квалификация

### 1-й раунд
1—5.11/6—9.11.2016
 «Строитель» (Минск) —  «Кокколан Тиикерит» (Коккола)
1 ноября. 3:1 (25:21, 25:22, 13:25, 25:17).
6 ноября. 1:3 (25:20, 23:25, 20:25, 19:25). «Золотой» сет — 13:15.
 «Беса» (Пея) —  «Амрисвиль»
2 ноября. 0:3 (16:25, 16:25, 15:25).
6 ноября. 0:3 (14:25, 16:25, 18:25).
 «Младост-Марина» (Каштел Лукшич) —  ПАОК (Салоники)
2 ноября. 2:3 (20:25, 25:19, 24:26, 31:29, 12:15).
6 ноября. 2:3 (25:20, 9:25, 25:22, 21:25, 10:15).
 «Ликургус» (Гронинген) —  «Добруджа» (Добрич) 
2 ноября. 3:0 (26:24, 25:23, 25:23).
8 ноября. 2:3 (19:25, 26:24, 25:27, 25:19, 13:15).
 «Селвер» (Таллин) —  «Црвена Звезда» (Белград)
2 ноября. 3:2 (25:21, 25:21, 17:25, 20:25, 19:17).
6 ноября. 2:3 (25:23, 25:18, 22:25, 11:25, 12:15). «Золотой» сет — 9:15.
 «Омония» (Никосия) —  «АКХ Воллей» (Любляна)
2 ноября. 0:3 (16:25, 23:25, 18:25).
6 ноября. 0:3 (23:25, 21:25, 21:25).
 «Гентофте» (Копенгаген) —  «Будванска Ривьера» (Будва) 
2 ноября. 3:0 (25:15, 25:17, 25:18).
6 ноября. 3:1 (20:25, 25:22, 25:16, 25:17).
 «Хапоэль» (Мате-Ашер) —  «Хипо Тироль» (Инсбрук)
5 ноября. 1:3 (22:25, 25:22, 21:25, 11:25).
9 ноября. 0:3 (21:25, 10:25, 21:25).

### 2-й раунд
16.11/20.11.2016
 «Гентофте» (Копенгаген) —  «Белогорье» (Белгород)
16 ноября. 0:3 (15:25, 18:25, 20:25).
20 ноября. 0:3 (15:25, 22:25, 16:25).
 «Амрисвиль» —  «Перуджа»
16 ноября. 1:3 (20:25, 25:22, 18:25, 19:25).
20 ноября. 0:3 (20:25, 14:25, 18:25).
 «Црвена Звезда» (Белград) —  «Аркас» (Измир)
16 ноября. 0:3 (15:25, 23:25, 14:25).
20 ноября. 0:3 (21:25, 22:25, 21:25).
 ПАОК (Салоники) —  «Скра» (Белхатув)
16 ноября. 0:3 (22:25, 17:25, 20:25).
20 ноября. 1:3 (14:25, 25:21, 15:25, 17:25).
 «Хипо Тироль» (Инсбрук) —  «Фридрихсхафен»
16 ноября. 1:3 (16:25, 25:20, 19:25, 18:25).
20 ноября. 2:3 (17:25, 16:25, 25:23, 25:22, 7:15).
 «Ликургус» (Гронинген) —  «Нолико» (Маасейк)
16 ноября. 0:3 (17:25, 20:25, 25:27).
20 ноября. 0:3 (23:25, 29:31, 21:25).
 «АКХ Воллей» (Любляна) —  «Араго де Сет» (Сет) 
16 ноября. 3:1 (25:22, 19:25, 25:21, 26:24).
20 ноября. 1:3 (25:22, 23:25, 22:25, 23:25). «Золотой» сет — 15:9.
 «Кокколан Тиикерит» (Коккола) —  «Дукла» (Либерец)
16 ноября. 3:0 (25:23, 25:14, 25:21).
20 ноября. 0:3 (23:25, 22:25, 19:25). «Золотой» сет — 11:15.

### Итоги
8 победителей 2-го раунда квалификации («Белогорье», «Перуджа», «Аркас», «Скра», «Фридрихсхафен», «Нолико», «АКХ Воллей» и «Дукла») вышли в основной турнир Лиги чемпионов. Все остальные команды, участвовавшие в квалификации, включены в розыгрыш Кубка ЕКВ.

## Предварительный этап
6 декабря 2016 — 1 марта 2017

### Группа А
| М | Команда                      | 1       | 2       | 3       | 4       | И | В | П | С/П   | О  |
| - | ---------------------------- | ------- | ------- | ------- | ------- | - | - | - | ----- | -- |
| 1 | ЗАКСА Кендзежин-Козле        |         | 3:1     | 3:0 1:3 | 3:0     | 6 | 5 | 1 | 16:5  | 15 |
| 2 | «Динамо» Москва              | 1:3     |         | 3:1 3:0 | 3:1 3:2 | 6 | 4 | 2 | 14:10 | 11 |
| 3 | «Истанбул Бююкшехир» Стамбул | 0:3 3:1 | 1:3 0:3 |         | 2:3 3:1 | 6 | 2 | 4 | 9:14  | 7  |
| 4 | «Нолико» Маасейк             | 0:3     | 1:3 2:3 | 3:2 1:3 |         | 6 | 1 | 5 | 7:17  | 3  |

6.12: ЗАКСА — Истанбул Бююкшехир 3:0 (25:12, 28:26, 29:27).
7.12: Динамо — Нолико 3:1 (25:22, 23:25, 25:22, 25:20).
21.12: Истанбул Бююкшехир — Динамо 1:3 (25:19, 18:25, 18:25, 22:25).
21.12: Нолико — ЗАКСА 0:3 (23:25, 22:25, 21:25).
18.01: Динамо — ЗАКСА 1:3 (23:25, 21:25, 30:28, 20:25).
18.01: Нолико — Истанбул Бююкшехир 3:2 (25:22, 25:21, 17:25, 21:25, 15:11).
31.01: ЗАКСА — Динамо 3:1 (25:17, 25:22, 27:29, 25:21).
1.02: Истанбул Бююкшехир — Нолико 3:1 (25:19, 19:25, 25:22, 25:18).
14.02: ЗАКСА — Нолико 3:0 (25:23, 25:19, 25:21).
15.02: Динамо — Истанбул Бююкшехир 3:0 (25:21, 25:22, 27:25).
1.03: Истанбул Бююкшехир — ЗАКСА 3:1 (25:23, 16:25, 25:22, 26:24).
1.03: Нолико — Динамо 2:3 (22:25, 25:18, 30:28, 18:25, 12:15).

### Группа B
| М | Команда                        | 1       | 2       | 3       | 4       | И | В | П | С/П   | О  |
| - | ------------------------------ | ------- | ------- | ------- | ------- | - | - | - | ----- | -- |
| 1 | «Кучине-Лубе» Чивитанова-Марке |         | 1:3 3:0 | 3:0     | 3:0 3:1 | 6 | 5 | 1 | 16:4  | 15 |
| 2 | «Берлин Рециклинг» Берлин      | 3:1 0:3 |         | 2:3 3:2 | 3:0     | 6 | 4 | 2 | 14:9  | 12 |
| 3 | «Ресовия» Жешув                | 0:3     | 3:2 2:3 |         | 3:2 3:1 | 6 | 3 | 3 | 11:14 | 8  |
| 4 | «Дукла» Либерец                | 0:3 1:3 | 0:3     | 2:3 1:3 |         | 6 | 0 | 6 | 4:18  | 1  |

6.12: Берлин Рециклинг — Кучине-Лубе 3:1 (21:25, 25:16, 25:18, 26:24).
8.12: Дукла — Ресовия 2:3 (14:25, 16:25, 25:21, 25:22, 15:17).
20.12: Кучине-Лубе — Дукла 3:0 (25:21, 25:15, 25:20).
22.12: Ресовия — Берлин Рециклинг 3:2 (21:25, 25:15, 23:25, 25:22, 15:12).
18.01: Дукла — Берлин Рециклинг 0:3 (18:25, 23:25, 16:25).
19.01: Ресовия — Кучине-Лубе 0:3 (22:25, 13:25, 14:25).
1.02: Кучине-Лубе — Ресовия 3:0 (25:21, 25:16, 25:16).
2.02: Берлин Рециклинг — Дукла 3:0 (25:17, 25:22, 25:19).
14.02: Берлин Рециклинг — Ресовия 3:2 (25:20, 25:22, 21:25, 20:25, 15:13).
15.02: Дукла — Кучине-Лубе 1:3 (25:22, 28:30, 23:25, 14:25).
1.03: Кучине-Лубе — Берлин Рециклинг 3:0 (25:14, 25:23, 25:15).
1.03: Ресовия — Дукла 3:1 (20:25, 25:18, 25:19, 25:18).

### Группа C
| М | Команда             | 1       | 2       | 3       | 4       | И | В | П | С/П   | О  |
| - | ------------------- | ------- | ------- | ------- | ------- | - | - | - | ----- | -- |
| 1 | «Зенит» Казань      |         | 3:0     | 3:1 3:0 | 3:0     | 6 | 6 | 0 | 18:1  | 18 |
| 2 | «Аркас» Измир       | 0:3     |         | 3:2     | 3:1 3:2 | 6 | 4 | 2 | 12:13 | 9  |
| 3 | «Фридрихсхафен»     | 1:3 0:3 | 2:3     |         | 3:2 2:3 | 6 | 1 | 5 | 10:17 | 5  |
| 4 | «Пари Воллей» Париж | 0:3     | 1:3 2:3 | 2:3 3:2 |         | 6 | 1 | 5 | 8:17  | 4  |

6.12: Пари Воллей — Фридрихсхафен 2:3 (25:22, 26:24, 18:25 18:25, 13:15).
7.12: Аркас — Зенит 0:3 (14:25, 11:25, 17:25).
21.12: Зенит — Пари Воллей 3:0 (25:17, 25:15, 25:21).
22.12: Фридрихсхафен — Аркас 2:3 (21:25, 23:25, 25:22, 25:19, 12:15).
18.01: Пари Воллей — Аркас 1:3 (20:25, 17:25, 25:15, 22:25).
18.01: Фридрихсхафен — Зенит 1:3 (13:25, 25:23, 13:25, 21:25).
31.01: Зенит — Фридрихсхафен 3:0 (25:18, 40:38, 25:17).
1.02: Аркас — Пари Воллей 3:2 (25:21, 23:25, 16:25, 25:19, 23:21).
14.02: Пари Воллей — Зенит 0:3 (19:25, 21:25, 20:25).
15.02: Аркас — Фридрихсхафен 3:2 (25:22, 25:27, 26:24, 21:25, 15:10).
1.03: Зенит — Аркас 3:0 (25:15, 26:24, 25:16).
1.03: Фридрихсхафен — Пари Воллей 2:3 (20:25, 25:9, 23:25, 25:21, 9:15).

### Группа D
| М | Команда                | 1       | 2       | 3       | 4       | И | В | П | С/П   | О  |
| - | ---------------------- | ------- | ------- | ------- | ------- | - | - | - | ----- | -- |
| 1 | «Модена»               |         | 3:1     | 3:1 3:0 | 3:2 2:3 | 6 | 5 | 1 | 17:8  | 15 |
| 2 | «Скра» Белхатув        | 1:3     |         | 1:3 3:0 | 3:1     | 6 | 3 | 3 | 12:11 | 9  |
| 3 | «Университатя» Крайова | 1:3 0:3 | 3:1 0:3 |         | 2:3 3:1 | 6 | 2 | 4 | 9:14  | 7  |
| 4 | «АКХ Воллей» Любляна   | 2:3 3:2 | 1:3     | 3:2 1:3 |         | 6 | 2 | 4 | 11:16 | 5  |

6.12: Модена — АКХ Воллей 3:2 (25:22, 21:25, 25:19, 23:25, 15:11).
6.12: Университатя — Скра 3:1 (30:28, 25:23, 19:25, 25:22).
20.12: Скра — Модена 1:3 (22:25, 25:21, 17:25, 22:25).
20.12: АКХ Воллей — Университатя 3:2 (25:17, 18:25, 17:25, 25:21, 15:13).
17.01: Модена — Университатя 3:1 (24:26, 29:27, 25:18, 25:16).
19.01: АКХ Воллей — Скра 1:3 (19:25, 21:25, 25:18, 15:25).
31.01: Университатя — Модена 0:3 (16:25, 19:25, 18:25).
1.02: Скра — АКХ Воллей 3:1 (25:17, 25:23, 20:25, 25:17).
14.02: Модена — Скра 3:1 (25:16, 21:25, 25:22, 25:22).
15.02: Университатя — АКХ Воллей 3:1 (25:19, 27:29, 25:21, 25:23).
1.03: Скра — Университатя 3:0 (26:24, 25:18, 25:14).
1.03: АКХ Воллей — Модена 3:2 (25:21, 23:25, 25:27, 25:20, 15:11).

### Группа Е
| М | Команда              | 1       | 2       | 3       | 4       | И | В | П | С/П   | О  |
| - | -------------------- | ------- | ------- | ------- | ------- | - | - | - | ----- | -- |
| 1 | «Перуджа»            |         | 3:2     | 3:0 2:3 | 3:0 3:1 | 6 | 5 | 1 | 17:8  | 14 |
| 2 | «Белогорье» Белгород | 2:3     |         | 3:2 3:1 | 3:0 2:3 | 6 | 3 | 3 | 15:12 | 9  |
| 3 | «Кнак» Руселаре      | 0:3 3:2 | 2:3 1:3 |         | 3:1 3:0 | 6 | 3 | 3 | 12:12 | 8  |
| 4 | «Халкбанк» Анкара    | 0:3 1:3 | 0:3 3:2 | 1:3 0:3 |         | 6 | 1 | 5 | 5:17  | 2  |

7.12: Халкбанк — Перуджа 0:3 (19:25, 23:25, 23:25).
8.12: Кнак — Белогорье 2:3 (25:27, 20:25, 25:19, 25:19, 13:15).
22.12: Белогорье — Халкбанк 3:0 (25:14, 30:28, 25:21).
22.12: Перуджа — Кнак 3:0 (25:22, 25:21, 25:23).
18.01: Халкбанк — Кнак 1:3 (24:26, 19:25, 26:24, 23:25).
18.01: Перуджа — Белогорье 3:2 (11:25, 25:14, 31:29, 18:25, 15:13).
1.02: Белогорье — Перуджа 2:3 (19:25, 25:16, 26:24, 17:25, 11:15).
1.02: Кнак — Халкбанк 3:0 (25:12, 31:29, 25:18).
15.02: Кнак — Перуджа 3:2 (25:18, 20:25, 20:25, 25:22, 15:13).
15.02: Халкбанк — Белогорье 3:2 (25:19, 22:25, 25:14, 22:25, 15:8).
1.03: Белогорье — Кнак 3:1 (25:20, 25:20, 15:25, 25:17).
1.03: Перуджа — Халкбанк 3:1 (23:25, 25:18, 25:20, 25:16).

### Итоги
По итогам предварительного этапа в плей-офф вышли по две лучшие команды из групп (ЗАКСА, «Динамо» Москва, «Кучине-Лубе», «Берлин Рециклинг», «Зенит», «Аркас», «Модена», «Скра», «Перуджа», «Белогорье») и три команды, занявшие в группах третьи места («Истанбул Бююкшехир», «Ресовия», «Кнак»). Из числа этих 13 команд выбирается хозяин финального раунда и получает прямой допуск в «финал четырёх». На заседании исполкома ЕКВ 16 января 2017 года в Люксембурге заранее, не дожидаясь окончания предварительного раунда, были названы команда-организатор и место проведения «финала четырёх», которыми стали итальянская «Перуджа» и дворец спорта «PalaLottomatica» в Риме.

## Плей-офф-12
14—16 марта/ 21—23 марта 2017.
 «Аркас» (Измир) —  «Динамо» (Москва)
16 марта. 0:3 (20:25, 17:25, 16:25).
21 марта. 0:3 (23:25, 22:25, 31:33).
 «Истанбул Бююкшехир» (Стамбул) —  «Берлин Рециклинг» (Берлин)
16 марта. 3:2 (25:20, 30:32, 25:22, 20:25, 15:13).
21 марта. 2:3 (25:21, 25:18, 13:25, 14:25, 14:16). «Золотой» сет — 11:15.
 «Ресовия» (Жешув) —  «Модена» (Модена)
15 марта. 2:3 (25:23, 19:25, 27:25, 19:25, 12:15).
23 марта. 2:3 (25:23, 19:25, 27:25, 19:25, 12:15).
 «Скра» (Белхатув) —  «Кучине-Лубе» (Чивитанова-Марке)
15 марта. 1:3 (21:25, 25:21, 23:25, 21:25).
22 марта. 3:2 (24:26, 16:25, 28:26, 25:15, 15:13).
 «Белогорье» (Белгород) —  ЗАКСА (Кендзежин-Козле)
15 марта. 3:1 (13:25, 25:21, 25:23, 25:20).
22 марта. 3:1 (25:22, 20:25, 26:24, 25:21).
 «Кнак» (Руселаре) —  «Зенит» (Казань)
14 марта. 0:3 (23:25, 19:25, 18:25).
22 марта. 0:3 (19:25, 16:25, 20:25).

## Плей-офф-6
4—5 апреля/ 12—13 апреля 2017.
 «Берлин Рециклинг» (Берлин) —  «Динамо» (Москва)
5 апреля. 3:2 (23:25, 22:25, 25:19, 25:18, 15:10).
12 апреля. 3:2 (37:35, 22:25, 21:25, 25:15, 15:8).
 «Модена» (Модена) —  «Кучине-Лубе» (Чивитанова-Марке)
5 апреля. 0:3 (23:25, 18:25, 27:29).
13 апреля. 0:3 (21:25, 21:25, 18:25).
 «Зенит» (Казань) —  «Белогорье» (Белгород)
4 апреля. 3:1 (25:14, 25:17, 23:25, 26:24).
13 апреля. 3:0 (25:22, 30:28, 25:21).

## Финал четырёх
29—30 апреля 2017.  Рим.
Участники:
 «Перуджа» (Перуджа) 
 «Кучине-Лубе» (Чивитанова-Марке)
 «Зенит» (Казань)
 «Берлин Рециклинг» (Берлин)

### Полуфиналы
29 апреля
 «Зенит» —  «Берлин Рециклинг»
3:0 (25:21, 25:22, 25:13).
 «Перуджа» —  «Кучине-Лубе» 
3:2 (25:19, 22:25, 25:19, 21:25, 15:9).

### Матч за 3-е место
30 апреля
 «Кучине-Лубе» —  «Берлин Рециклинг»
3:1 (29:27, 22:25, 25:21, 25:21).

### Финал
| 30 апреля 2017 | \| «Зенит» (Казань) \| 3:0 cev.lu \| «Перуджа» (Перуджа) \| \| Артём Вольвич (3) Александр Бутько (4) Мэттью Андерсон (7) Александр Гуцалюк (8) Максим Михайлов (19) Вильфредо Леон (16) Алексей Вербов (либеро) Евгений Сивожелез \| Голы \| Симоне Бути (4) Лучано Ди Чекко (1) Иван Зайцев (14) Марко Подрашчанин (6) Александар Атанасиевич (9) Александр Бергер (2) Андреа Бари (либеро) Доре Делла Лунга Эмануэле Бирарелли Михайло Митич Велизар Чернокожев \| | Рим «PalaLottomatica» 11500 зрителей |
| Счёт по партиям — 25:15, 25:23, 25:14. Время матча — 1 час 26 минут. Судьи: Владимир Симонович, Эрдал Акинчи.                                                       | | |
| «Зенит» (Казань) | 3:0 cev.lu | «Перуджа» (Перуджа) |
| Артём Вольвич (3) Александр Бутько (4) Мэттью Андерсон (7) Александр Гуцалюк (8) Максим Михайлов (19) Вильфредо Леон (16) Алексей Вербов (либеро) Евгений Сивожелез | Голы | Симоне Бути (4) Лучано Ди Чекко (1) Иван Зайцев (14) Марко Подрашчанин (6) Александар Атанасиевич (9) Александр Бергер (2) Андреа Бари (либеро) Доре Делла Лунга Эмануэле Бирарелли Михайло Митич Велизар Чернокожев |

### Итоги

#### Положение команд
| «Зенит» (Казань)                 |
| «Перуджа» (Перуджа)              |
| «Кучине-Лубе» (Чивитанова-Марке) |
| 4. «Берлин Рециклинг» (Берлин)   |

#### Призёры
«Зенит» (Казань): Мэттью Андерсон, Валентин Кротков, Иван Демаков, Евгений Сивожелез, Теодор Салпаров, Вильфредо Леон Венеро, Артём Вольвич, Андрей Ащев, Александр Бутько, Игорь Кобзарь, Александр Гуцалюк, Денис Земчёнок, Алексей Вербов, Максим Михайлов. Главный тренер — Владимир Алекно. 
  «Перуджа» (Перуджа): Симоне Бути, Федерико Този, Маттео Парис, Велизар Чернокожев, Алессандро Франческини, Иван Зайцев, Доре Делла Лунга, Михайло Митич, Александр Бергер, Александар Атанасиевич, Лучано Де Чекко, Андреа Бари, Эмануэле Бирарелли, Марко Подрашчанин. Главный тренер — Лоренцо Бернарди.
  «Кучине-Лубе» (Чивитанова-Марке): Цветан Соколов, Давиде Канделларо, Никола Пезарези, Денис Калиберда, Османи Хуанторена Портуондо, Альберто Казадеи, Драган Станкович, Иржи Коварж, Мика Кристенсон, Энрико Честер, Женя Гребенников, Паоло Ди Сильвестре, Антонио Корветта, Клемен Чебуль. Главный тренер — Джанлоренцо Бленгини.

#### Индивидуальные призы
| - MVP Максим Михайлов («Зенит») - Лучший связующий Лучано Де Чекко («Перуджа») - Лучшие центральные блокирующие Артём Вольвич («Зенит») Марко Подрашчанин («Перуджа») | - Лучший диагональный нападающий Александар Атанасиевич («Перуджа») - Лучшие нападающие-доигровщики Вильфредо Леон («Зенит») Иван Зайцев («Перуджа») - Лучший либеро Женя Гребенников («Кучине-Лубе») |